# Sascha von Hinrichs

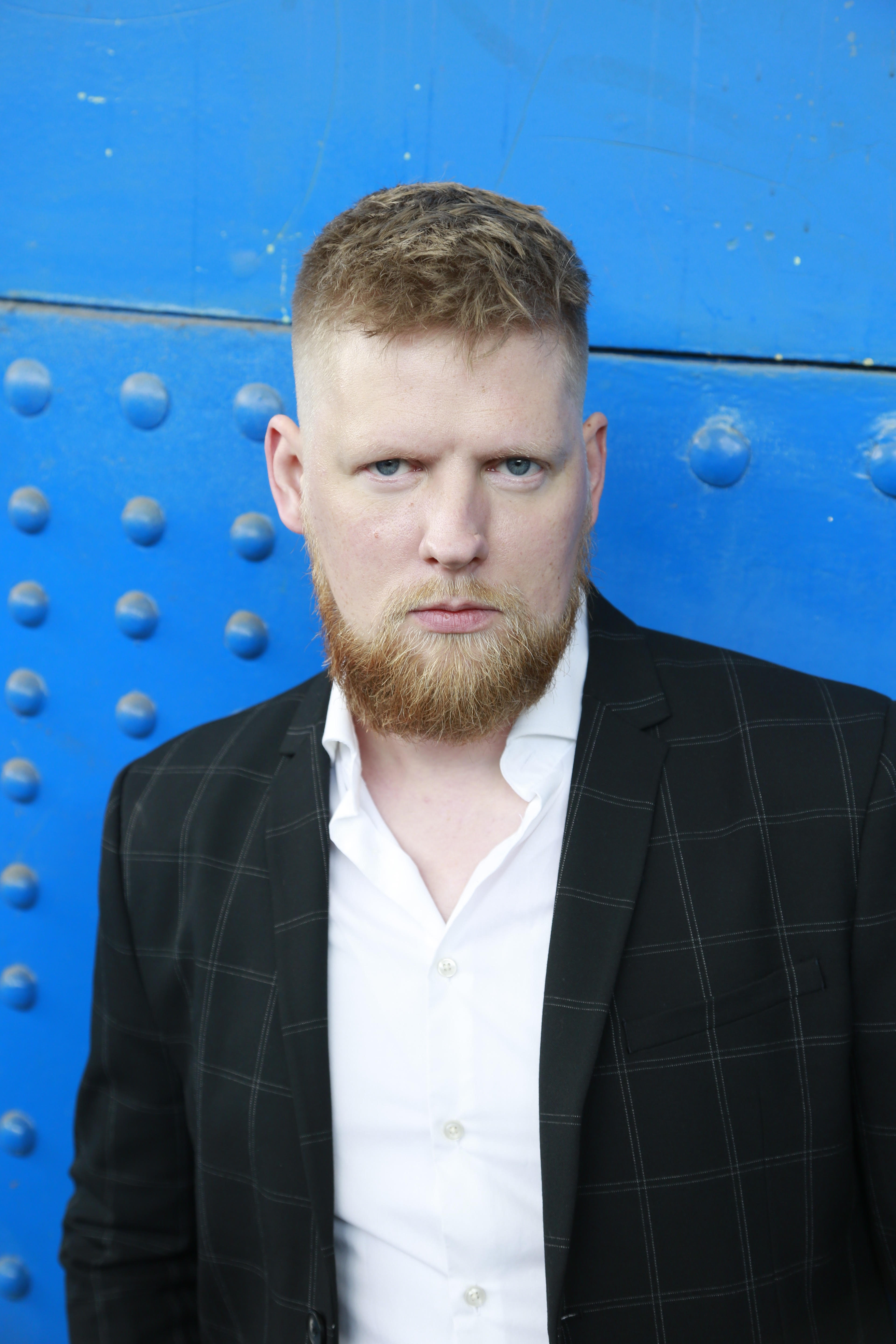
Sascha von Hinrichs (2020)

Sascha von Hinrichs (* 15. November 1981 in Deutschland) ist ein deutscher Schauspieler aus Berlin.

## Leben
Sascha von Hinrichs ist geboren und aufgewachsen in Berlin-Spandau. Nach seiner Schulzeit arbeitete er zunächst im Sicherheitsgewerbe. Später machte er eine Ausbildung in der Gastronomie und wechselte anschließend in das Hotelgewerbe.
Seit 2015 arbeitet er als Schauspieler.

## Filmografie (Auswahl)
- 2015: Die vermisste Frau (Fernsehfilm)
- 2015: SMS für Dich (Kinofilm)
- 2015–2016: Gute Zeiten, schlechte Zeiten (Serie)
- 2016: Der König von Berlin (Fernsehfilm)
- 2016: Die vermisste Frau (Fernsehfilm)
- 2017–2018: Seelenspiel/Game of Souls (Amazon Prime Video – Serie)
- 2017–2018: Faust – im Schatten der Nation/Agentenleben (Amazon Prime Video – Serie)
- 2019: GZSZ (Serie)